# Кіпр (фема)
Фема Кіпр (грец. θέμα Κύπρου) — військово-адміністративна одиниця Візантійської імперії (фема), яка розташовувалась на о. Кіпр. Утворено 965 року. Припинила існування 1185 року внаслідок захоплення влади Ісааком Комніном.

## Історія
688 року араби захопили Кіпр. Імператор Юстиніан II і халіф Абд аль-Малік зуміли досягти безпрецедентної домовленості, за якою тут не повинно було бути військових загонів, а доходи поділялися порівну між імперією та халіфатом. Наступні 300 років Кіпр перебував під владою одночасно арабів і Візантії як кондомініум, незважаючи на постійні материкові війни між обома сторонами. У 743, 806 і 912 роках араби вбиралися на острів, звинувачуючи візантійську владу в порушенні умов договору. На початку правління імператор Василь I спробував захопити Кіпр, де утворити фему, проте невдало. Зрештою було відновлено статус-кво. Цей період тривав до 965 року, коли Візантія не завоювала острів, утворивши тут фему Кіпр.
З цього часу стає важливою базою для військового флоту імперії. В портах феми зупинявся візантійський флот під час походів проти Фатимідського халіфату. Водночас відбувається стрімке відновлення економіки, розвиток посередницької торгівлі. До кінця X ст. візантійці зуміли відбити усі напади арабів на фему. Найбільшого піднесення вона досягла у 1000—1050-х роках.
Багатство та значні війська призводило до того, що окремі стратеги намагалися відокремитися від імперії. У 1042 році підняв заколот Феофіл Еротік, але його швидко було подолано. Також у 1092 році приборкано повсталого дуку Рапсомата, який сподівався на підтримку Румського султанату.
З 1093 року починається період стабільності за урядування Ефматія Філокала. Останній на початку керування фемою відбив напад пізанського флоту. Згодом фема стає постачальником харчів і військового спорядження для візантійської армії в Кілікії. У 1184 році владу в фемі захопив Ісаак Комнін. У 1185 році останній, скориставшись поваленням династії Комнінів в Візантії, оголосив себе імператором. Але у 1191 року його також було повалено англійським королем Річардом I. З цього часу припиняється візантійське панування на острові.

## Адміністрація
Охоплювала територію лише острова Кіпр. Центром було місто Нікосія. На чолі стояв стратег, а за часів Комнінів — дука.

## Відомі очільники
- Микита Халкуца (965—966)
- Феофіл Еротік 91042)
- Рапсомат (1092)
- Єфматій Філокал (1093—1102)
- Костянтин Евфорвін Катакалон (1102—1104)